# Jacques Cassini
Jacques Cassini (Parijs, 18 februari 1677 – Thury, 16 april 1756) was een Frans astronoom. 
Cassini werd geboren in het Observatorium van Parijs. Zijn vader was Giovanni Domenico Cassini. Hij werd op zeventienjarige leeftijd toegelaten tot de Franse Academie der Wetenschappen en werd in 1696 gekozen als Fellow van de Royal Society in Londen. In 1706 werd hij  maître des comptes. Tegen 1712 had hij zijn vader opgevolgd bij het observatorium. In 1713 mat hij de lengte van de meridiaan van Parijs van Duinkerke tot Perpignan; hij publiceerde zijn resultaten in een werk getiteld Traité de la grandeur et de la figure de la terre (1720). In 1740 publiceerde hij ook Eléments d'astronomie. Hij stierf te Thury, nabij Clermont.
De eerste tabellen van de satellieten van Saturnus (uit 1716) zijn van zijn hand.
- Biblioteca Nacional de España: XX1483194
- Bibliothèque nationale de France: cb15238366h (data)
- Catàleg d'autoritats de noms i títols de Catalunya: 981058515590606706
- CiNii: DA1676198X
- Stuttgart Database of Scientific Illustrators 1450–1950: 12295
- Gemeinsame Normdatei: 117648388
- International Standard Name Identifier: 0000 0000 6147 1966
- Library of Congress Control Number: n2001060616
- Mathematics Genealogy Project: 112748
- Nationale Bibliotheek van Tsjechië: mzk2012708236
- Nationale Bibliotheek van Israël: 987007286852205171
- Nederlandse Thesaurus van Auteursnamen: 172233461
- Réseau des bibliothèques de Suisse occidentale: 02-A003082340
- Istituto Centrale per il Catalogo Unico: UBOV376443
- SNAC: w62n8qjw
- Système universitaire de documentation: 066854660
- Virtual International Authority File: 37217127
- WorldCat: E39PBJp9vPJv8xJ64dQttVcF8C

1. ↑  https://www.eglisesdeloise.com/wp-content/uploads/2015/07/Thury-sous-Clermont-Graves.pdf.
2. ↑  http://berenice-la-ballade.eklablog.com/les-yeux-du-roi-soleil-a213199701.
3. ↑  https://books.google.cat/books?id=GOoJAAAAIAAJ; pagina('s): 105.
4. ↑  Mathematics Genealogy Project; geraadpleegd op: 27 augustus 2018; MGP-identificatiecode: 112748.